# Pfälzische Nähmaschinen- und Fahrradfabrik vormals Gebrüder Kayser

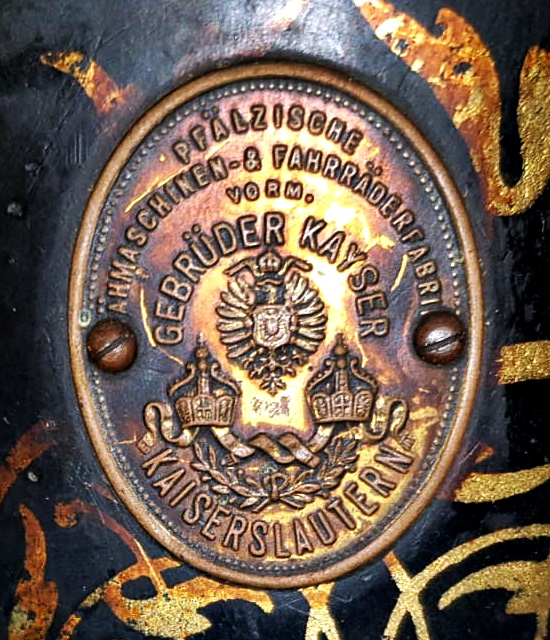
Firmenemblem auf alter Nähmaschine, um 1905

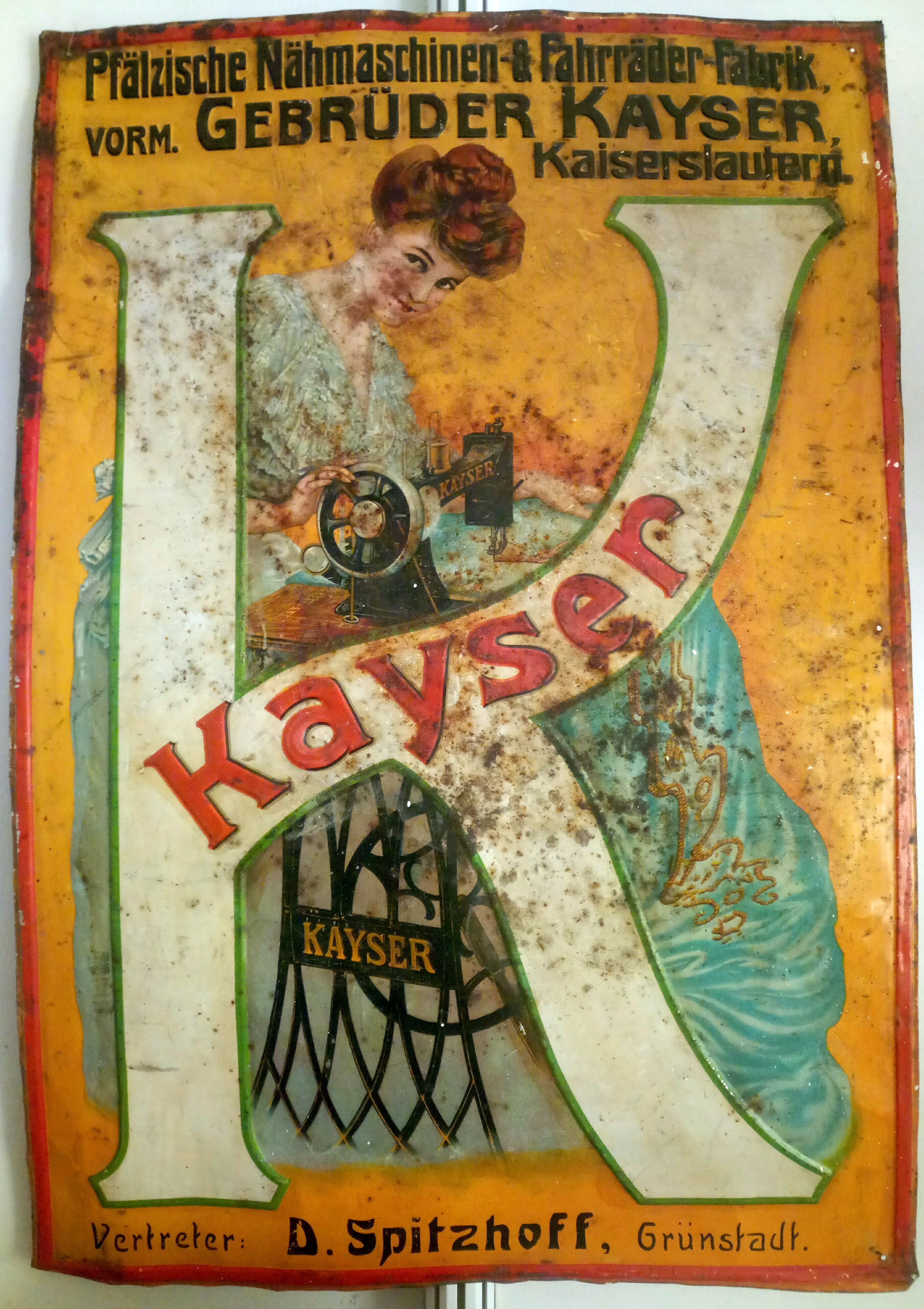
Reklame-Blechschild, um 1905, Museum Grünstadt

Pfälzische Nähmaschinen- und Fahrradfabrik vormals Gebrüder Kayser AG war ein deutscher Hersteller von Nähmaschinen, Fahrrädern und für kurze Zeit auch Automobilen.

## Unternehmensgeschichte
Das Unternehmen wurde 1864 von dem Techniker John Kayser († 1899) und dessen Bruder, dem Kaufmann Friedrich Kayser († 1882), zunächst als Nähmaschinenfabrik in Kaiserslautern gegründet. 1882 hatte es rund 250 Mitarbeiter. John Kayser übernahm nach dem Tod seines Bruders als Direktor die alleinige Leitung. Das Unternehmen produzierte zunächst Nähmaschinen für das US-amerikanitsche Unternehmen Singer und soll im Jahr 1872 dessen größter Hersteller in Deutschland gewesen sein. Später fertigte es Nähmaschinen unter dem eigenen Markennamen Kayser, der auch für die Fahrräder genutzt wurde. Die Produktion von Fahrrädern lief 1886 an.
1891 erfolgte die Umwandlung in eine Aktiengesellschaft. Das Unternehmen hatte zu diesem Zeitpunkt rund 350 Mitarbeiter. Im Jahr 1895 warb es damit, dass auf seinen Fahrrädern 29 ersten, 16 zweite und 17 dritte Preise bei Radrennen in Deutschland in der Saison im Frühjahr und Sommer gewonnen worden seien. Im Jahr 1899 übernahm nach dem Tod von John Kayser dessen Sohn Karl Kayser als Direktor die Leitung des Unternehmens, die er bis zu seinem eigenen Tod 1916 innehatte. Ebenfalls 1899 begann im Rahmen einer größeren Produktionsumstellung die Fertigung von Automobilen: Die Nähmaschinenherstellung zog in eine 1899 errichtete Halle um. Die bisherige Halle wurde für die Produktion von Fahrrädern genutzt. Kurz darauf lief die Herstellung von Motoren und Automobilen an. Der Markenname der Automobile lautete zunächst Kayser, ab 1902 Primus. Das Unternehmen stellte 1901 auf einer Automobilausstellung in Frankfurt am Main sowie im März 1903 auf der Deutschen Automobilausstellung in Berlin aus.
Nach zwei mit Verlusten abgeschlossenen Geschäftsjahren und wegen schlecht laufender Geschäfte mit Fahrrädern und Motorwagen wurden 1902 Niederlassungen geschlossen, die verschiedenen Produktionszweige organisatorisch und räumlich zusammengelegt und nicht mehr benötigte Räume teils vermietet und teils verkauft. 1903 endete die Produktion von Kraftfahrzeugen. Das Firmengelände befand sich in diesem Jahr an der Lutrinastraße in Kaiserslautern. 1908 wurden die Firmengebäude erweitert. Das Unternehmen verfügte 1909 über ein rund 4,5 ha großes Betriebsgelände, von dem rund 1 ha bebaut war, zum Teil mit Arbeiterwohnungen. Im Jahr 1914 umfasste die Belegschaft rund 40 technische und kaufmännische Beamte und rund 1100 Arbeiterinnen und Arbeiter. Während des Ersten Weltkriegs brach der Absatz von Fahrrädern zeitweise fast vollständig zusammen. Im Verlauf der Hyperinflation und der politischen Unruhen des Jahres 1923 wurde der Betrieb zeitweise eingestellt. Nachfolgend wurde eine Möbelschreinerei als neuer Betriebszweig eingerichtet. Bis 1924 erfolgte eine Erweiterung auf rund 6 ha Betriebsgelände mit 1,3 ha überbauter Fläche sowie rund 130 technische und kaufmännische Beamte und rund 1500 Arbeiterinnen und Arbeiter. Damit hatte die Belegschaft in etwa ihren Höchststand erreicht. Sitz war zuletzt die Barbarossastraße 54 in Kaiserslautern.
Nach sich verschärfenden Absatzschwierigkeiten im Zuge der Weltwirtschaftskrise und starken Kurseinbrüchen der Aktie wurden 1930 Verhandlungen zur Fusion mit dem ähnlich gelagerten Unternehmen Gritzner aufgenommen und vorsorglich Teilen der Belegschaft gekündigt. Eine Stilllegung der Produktion in Kaiserslautern und deren Verlegung nach Durlach zeichnete sich ab. Im März 1931 beschlossen die Aufsichtsräte beider Aktiengesellschaften schließlich die Fusion mit Gritzner als aufnehmender Gesellschaft. Im April erfolgte die Zustimmung der beiden Generalversammlungen zu einem Umtauschkurs von fünf Kayser- zu einer Gritzner-Aktie. Eine Minderheit der Kayser-Aktionäre setzte sich mit Forderungen nach einer Liquidation der Gesellschaft nicht durch. Das Unternehmen firmierte fortan als Gritzner-Kayser AG. Im August 1931 folgte die Schließung der letzten verbleibenden Reste der Produktion in Kaiserslautern, Ende September die der dort noch ansässigen Verwaltung.

## Fahrzeuge

### Markenname Kayser
Das einzige vierrädrige Modell unter diesem Markenname war das Modell Primus. Dies war ein Kleinwagen. Für den Antrieb sorgte ein Einzylindermotor mit 5 PS Leistung, der vorne im Fahrzeug liegend montiert war. Das Fahrzeug verfügte über Thermosiphonkühlung, elektrische Zündung, ein Dreiganggetriebe und Kettenantrieb. Die offene Karosserie bot Platz für zwei Personen.
Außerdem entstanden Motordreiräder. 1899 stand eines auf der ersten größeren internationalen Motorwagenausstellung in Deutschland. Mit dem vorderen Einzelrad, Lenker, Sattel und dem Motor zwischen den Hinterrädern ähnelte es stark dem De-Dion-Bouton-Motordreirad. Ein luftgekühlter Einzylinder-Viertaktmotor trieb die Hinterräder an. Außerdem war ein Anhänger für den Warentransport erhältlich.

### Markenname Primus
Das bisherige Modell wurde ab 1902 unter der Marke Primus und der Modellbezeichnung Doktorwagen angeboten. Bezüglich der Motorisierung gab es keine Unterschiede. Es folgte ein Modell mit Zweizylindermotor und eines mit Vierzylindermotor.